# 酒井次吉郎
酒井 次吉郎（さかい じきちろう、1923年1月2日 - 2010年1月25日）は、日本の銀行家。元静岡銀行代表取締役会長。第7代静岡銀行頭取。

## 人物
バブル時代に頭取を務め、異常な熱気を帯びた日本経済の先行きに疑問を感じ、地方銀行本来の役割を思い起こし、都心の大企業やノンバンクから貸出金を回収。後のバブル崩壊の影響を最小限度に止めた。

## 略歴
1923年（大正12年）静岡県島田市に生まれる。1940年（昭和15年）静岡県立静岡中学校卒業。1944年（昭和19年）慶応義塾大学文学部卒業。1945年（昭和20年）、静岡銀行入行、1969年（昭和44年）、取締役。1971年（昭和46年）、常務取締役。1975年（昭和50年）、代表取締役 専務取締役。1979年（昭和54年）、代表取締役 副頭取。1983年（昭和58年）、代表取締役 頭取。1993年（平成5年）、代表取締役 会長。1997年（平成9年）、相談役。2002年（平成14年）、相談役 退任。
1988年に藍綬褒章、2002年に勲三等旭日中綬章を受章。2010年1月25日、肺炎のため死去。

## 家族
- 弟：酒井次得郎（関西テレビ放送元社長）
- 弟：酒井三到男（伊：ファルミタリア・カルロ・エルバ社（現・米：ファイザー社）日本総支配人・『生の時刻』執筆）

## 著書
- 『静岡銀行と共に』 酒井次吉郎 著 静岡新聞社 2004.3